# Jagdgebrauchshundverband
Der Jagdgebrauchshundverband (JGHV) fasst als Dachverband für das gesamte deutsche Jagdgebrauchshundwesen Vereine zusammen, die durch Prüfung, Zucht und Ausbildungstätigkeit zur Bereitstellung brauchbarer Jagdhunde beitragen und damit satzungsgemäß das waidgerechte Jagen unterstützen.

## Mitglieder
Im Jahr 2012 gehörten dem Verband 318 Vereine/Verbände an, in denen rund 180.000 jagdhundeführende Jäger organisiert waren. Er setzt sich zusammen aus Vereinen, die Prüfungen nach den Ordnungen des Verbandes veranstalten. Mitglieder sind die Jagdgebrauchshundvereine, Zuchtvereine für Jagdgebrauchshunde (inklusive Spezialzuchtvereine), die Landesjagdverbände inklusive Kreisgruppen und Jagdvereine sowie assoziierte Vereine des Auslandes. Vereinssitz ist Bonn.

## Organisation und Aufgaben
Organe sind die Hauptversammlung, das Präsidium inklusive Erweiterung, das Verbandsgericht und die Stammbuchkommission. Zu den Aufgaben des JGHV gehören primär die Festsetzung gemeinsamer Prüfungsordnungen und Richtlinien für die Ausbildung/Ernennung der Verbandsrichter sowie die Führung des Deutschen Gebrauchshundstammbuches (DGStB) als Leistungsstammbuch. Neben der Überprüfung eines definierten Leistungsniveaus dienen die Prüfungen dabei auch Zuchtinteressen. Seit 1906 im Besitz des Verbandes, gilt das DGStB bezüglich seiner Vollständigkeit als weltweit einmaliger Nachweis für die auf Prüfungen erbrachten Leistungen.
Zusätzlich zu sämtlichen Ergebnissen satzungsgemäß abgehaltener Prüfungen enthält jeder Jahresband eine Dokumentation der Verbandsarbeit, z. B. die statistische Auswertung der Zuchtprüfungen sowie die Niederschrift der Hauptversammlungen. Auszeichnungen an verdiente Vereine, Züchter und Führer werden ebenfalls durch den Verband verliehen. Auf den meisten Ehrengaben wird dabei – als inoffizielles Wahrzeichen – der „Sperlingshund“ dargestellt (Deutsch-Kurzhaar-Rüde, der einen Fuchs apportiert), benannt nach einer Zeichnung des Tiermalers Heinrich Sperling. Letztlich gehört zu den Verbandsaufgaben auch die Wahrung kultureller Traditionen sowie die Erarbeitung neuer jagdkynologischer Erkenntnisse.
Neben dem JGHV als der Spitzenvereinigung für das gesamte deutsche Jagdgebrauchshundewesen existiert der Verband für das Deutsche Hundewesen (VDH). Als Dachorganisation von Zuchtverbänden vertritt er die Bundesrepublik Deutschland in der Weltorganisation Fédération Cynologique Internationale (FCI) und hat damit einen besonderen Stellenwert für das Ausstellungswesen. Zahlreiche Zuchtvereine sind sowohl im VDH als auch im JGHV Mitglied. Die Verbände arbeiten eng zusammen, sie sind wechselseitig außerordentliche Mitglieder der jeweils anderen Organisation.

## Geschichte
Die Züchter von Jagdgebrauchshunden sind traditionell in Jagdhundevereinen organisiert. Die Gründung der ersten Jagdhundevereine geht bereits auf die Zeit vor der 1848er Revolution zurück. Als Vorläufer des heutigen Verbands wurde 1879 die „Delegierten-Commission“ (DC) gegründet, die auf Angehörige aus fünf Vereinen zurückging. Die DC erstellte nicht nur die Rassestandards für Jagdhunde und andere Hunderassen, sondern gründete mit dem „Deutschen Hundestammbuch“ das erste Hundestammbuch für alle Rassen.
1899 spaltete sich der „Verband der Vereine für Prüfung von Gebrauchshunden zur Jagd“ von der DC ab. 1933 mit anderen Gruppierungen zum „Reichsverband für das Deutsche Hundewesen“ zusammengefasst, wurde der Verband 1937 jedoch wieder selbständig und führt seitdem die noch heute gültige Bezeichnung „Jagdgebrauchshundverband“ (JGHV). Nach 1945 nahm der Verband in den drei Westzonen seine Arbeit wieder auf. Am 24. März 1991 fusionierte der 1989 gegründete „Jagdhundverband der DDR“ (JHV) mit dem JGHV, so dass die organisatorische Einheitlichkeit des deutschen Jagdhundewesens bundesweit hergestellt war.

## Präsidenten
- 1923–1935: Wilhelm von Arnim-Lützlow